# Lifförsäkrings AB Nordpolen
Lifförsäkrings AB Nordpolen var ett försäkringsbolag, grundat 1897.
Försäkringsbolaget uppgick 1 december 1918 i Lifförsäkrings AB Thule. 31 december 1917 var hantalet tecknade livförsäkringar 10.478 och sammanlagda livföräkringsbeståndet 34,4 miljoner kronor.